# Edward Turner (1er baronnet)
Pour les articles homonymes, voir Turner.
Edward Turner, 1er baronnet (1691 - 1735) est un investisseur, propriétaire foncier et Baronnet du XVIIIe siècle.

## Biographie
Il est né à Londres, fils de John Turner, un marchand aisé de Londres (décédé en 1708) et fait ses études à la Bicester Grammar School. Comme son père, il devient marchand à Londres, administrateur et parfois président de la Compagnie des Indes orientales. Il sert un an comme haut shérif de l'Oxfordshire en 1732.
En 1718, il épouse Mary Page, la fille de Gregory Page (1er baronnet), qui est un "prince marchand" avec une grande richesse tirée de la Compagnie britannique des Indes orientales. Turner et son beau-père ont investi dans la Compagnie de la mer du Sud, mais lorsque les actions de la société ont augmenté lors de la bulle de la mer du Sud, ils vendent leurs participations avec profit avant que le prix ne s'effondre en 1720.
Les deux hommes ont ensuite investi leur richesse accrue dans la terre. Turner achète deux manoirs dans l'Oxfordshire à Stephen Glynne, 3e baronnet : l'un des manoirs de Bicester en 1728  puis le manoir d'Ambrosden en 1729.
Turner est fait 1er baronnet d'Ambrosden en 1733. Il meurt en 1735 et est remplacé par son fils Edward Turner (2e baronnet).